# توتينغ (دائرة انتخابية في المملكة المتحدة)
توتينغ (بالإنجليزية: Tooting)‏ هي إحدى الدوائر الانتخابية في المملكة المتحدة الممثلة في مجلس العموم في برلمان المملكة المتحدة.
عضو البرلمان الذي يمثلها حالياً هو :Mr Sadiq Khan (Lab).